# Ceratopteris richardii
Ceratopteris richardii är en kantbräkenväxtart som beskrevs av Adolphe Brongniart. Ceratopteris richardii ingår i släktet Ceratopteris och familjen Pteridaceae. Inga underarter finns listade.